# The York Foundation
The York Foundation è stata una stable heel capeggiata dalla manager Miss Alexandra York e attiva nella World Championship Wrestling agli inizi degli anni novanta.

## Storia
Miss Alexandra York entrò nella WCW alla fine del 1990 come manager e "analista finanziario" di Mike Rotunda. Secondo la storyline Rotunda aveva ereditato molti soldi, divenne un heel e adottò il nome "Michael Wallstreet" (una gimmick modellata sul personaggio di Gordon Gekko nel film Wall Street). Miss York analizzava gli avversari di Wallstreet con il suo laptop per aiutarlo a vincere i match. Wallstreet partì forte sconfiggendo The Starblazer a Clash of the Champions XIII prima di imbarcarsi in un feud con Terry Taylor. Miss York affermò che il programma del suo computer portatile aveva previsto che Wallstreet avrebbe battuto Taylor in meno di nove minuti, così fu utilizzato un cronometro durante il loro match a Starrcade 1990. Wallstreet vinse l'incontro entro il limite di tempo prestabilito. All'inizio del 1991, Rotunda lasciò la WCW per trasferirsi nella World Wrestling Federation dove interpretò il personaggio del malvagio esattore delle tasse "Irwin R. Schyster".
Rimasta senza clienti, Miss York reclutò Terry Taylor come suo nuovo "protetto". Taylor entrò volentieri nella stable York Foundation e pretese di essere chiamato Terrence Taylor da lì in avanti, cominciando ad indossare eleganti completi da uomo d'affari. La prossima aggiunta alla fazione fu Mr. Hughes in qualità di bodyguard.
Quindi Miss York cercò di reclutare anche Dustin Rhodes ma quando questi rifiutò, Taylor lo aggredì, dando il via a un lungo feud tra Rhodes e York Foundation.
All'evento Clash of the Champions XV del 12 giugno 1991, alla York Foundation si unì Ricky Morton - ora ribattezzatosi Richard Morton - che tradì il suo storico partner di tag team Robert Gibson (fuori a causa di un infortunio al ginocchio) passando dalla parte dei "cattivi". A luglio, Morton sconfisse Gibson al PPV Great American Bash 1991. Gibson lasciò la WCW poco tempo dopo e Morton si concentrò sulla sua carriera come membro della York Foundation. A Great American Bash, la Foundation perse i servizi di Mr. Hughes passato alle dipendenze di Harley Race e Lex Luger, e quindi Miss York portò Thomas Rich come terzo membro della sua fazione.
Nel corso dell'estate, la Foundation proseguì la rivalità con Dustin Rhodes, Tom Zenk e Bobby Eaton (che avevano tutti rifiutato l'offerta di Miss York di entrare nella stable). L'8 ottobre 1991 la York Foundation sconfisse Dustin Rhodes, Tom Zenk e Big Josh conquistando il WCW World Six-Man Tag Team Championship. Rimasero campioni fino a quando il titolo venne dismesso nel novembre 1991. Quando l'autunno si trasformò in inverno, i membri della York Foundation furono usati più come "jobber" per fare ben figurare lottatori come Van Hammer o Big Josh. L'unico momento clou della fazione fu la partecipazione di Richard Morton al torneo per assegnare il primo WCW Light Heavyweight Championship in assoluto, dove egli raggiunse la finale prima di perdere contro Flyin' Brian. L'ultimo feud nel quale fu coinvolta la York Foundation si rivelò essere con i Fabulous Freebirds ma durò poco perché la fazione si sciolse nel gennaio 1992.

## Titoli e riconoscimenti
- World Championship Wrestling

- WCW World Six-Man Tag Team Championship (1) – Terrance Taylor, Richard Morton & Thomas Rich